# Кузнецов, Степан Леонидович
Степа́н Леони́дович Кузнецо́в (2 (14) января 1879, Кишинёв Бессарабской губернии — 18 апреля 1932, Москва) — российский и советский театральный актёр, артист театра Соловцова в Киеве, МХАТ и Малого театра, Народный артист Республики (1929).

## Биография

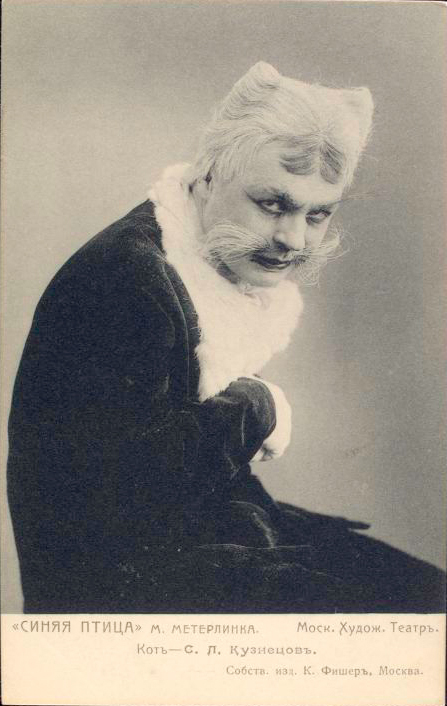
Кузнецов С.Л. в роли Кота в «Синей Птице» постановки 1908 г.

Степан Леонидович Кузнецов родился в семье бывшего крепостного крестьянина — повара, содержавшего буфеты при театрах. Позже его отец стал владельцем театра в Одессе, но разорился после двух сезонов. Из-за того, что семья нуждалась, образование Степана Кузнецова ограничилось церковно-приходской школой, с юных лет он работал приказчиком в книжных магазинах. В 1901 году Кузнецов в Орле впервые поступил на профессиональную сцену, но в 1902—1906 годах ему пришлось отбывать воинскую повинность; находясь в Маньчжурии, он участвовал в русско-японской войне. Затем он вернулся на сцену и в 1907—1908 годах выступал в киевском театре Соловцова. В 1908 году переехал в Москву и поступил в труппу Московского Художественного театра, где проработал до 1910 года. В дальнейшем наиболее яркий период его творчества был связан с работой в театре Соловцова (1912—1919 годы, с перерывами). С 1923 по 1925 годы служил в московском театре им. МГСПС. 4 февраля 1925 года ему присвоено звание заслуженного артиста Республики, а 1 декабря 1925 году он перешёл в Малый театр.
Согласно агентурным данным НКВД, по мнению жены профессора Г. Н. Сперанского, умер в результате прививки по методу И. Н. Казакова: «…смерть в результате казаковской прививки известного артиста Степана КУЗНЕЦОВА…»
Урна с прахом актёра захоронена в здании бывшего Донского крематория в Москве (ныне церковь Серафима Саровского и Анны Кашинской на новом Донском кладбище).

## Творчество
Амплуа — актёр на хара́ктерные роли. «С. Л. Кузнецов был самородком, не знавшим никакой театральной школы. Он сам говорил, что учился только у своего сердца. Над всем большим дарованием артиста господствовало чувство театральности, неуемная жажда играть и перевоплощаться».

### Роли в театре
- Хлестаков и Городничий (Н. В. Гоголь, «Ревизор»)
- Лука (Максим Горький, «На дне»)
- Барон (Максим Горький, «На дне»)
- Алёшка (Максим Горький, «На дне»)
- Швандя (К. А. Тренёв, «Любовь Яровая»)
- Плюшкин (Н. В. Гоголь, «Мёртвые души)»
- Урбан VIII (А. В. Луначарский, «Герцог»)
- Лорд Бабрей (Б. Томас, «Тётка Чарлея»)
- Журден (Ж.-Б. Мольер, «Мещанин во дворянстве»)
- 1926 — Юсов (А. Н. Островский, «Доходное место»)
- Мистер Дулитл (Б. Шоу, «Пигмалион»)
- Фирс (А. П. Чехов, «Вишнёвый сад»)
- Расплюев (А. В. Сухово-Кобылин, «Свадьба Кречинского»)

## Роли в кино
- 1928 — Седьмой спутник
- 1928 — Капитанская дочка — Савельич
- 1928 — Джентльмен и петух — Вася, пастух
- 1927 — Человек из ресторана — министр
- 1927 — Солистка его величества — Николай II
- 1924 — Слесарь и Канцлер
- 1923 — Не пойман - не вор
- 1923 — Лида Санина / Lyda Ssanin (Германия) — Петр Ильич, философ
- 1922 — Его превосходительство ревизор (Германия)
- 1919 — Что делать? — Крапивин, студент-медик
- 1918 — Хозяин жизни — Иван, сын Данилы
- 1917 — Вера Чибиряк — Красовский, сыщик-журналист